# IC 4404
IC 4404 је појединачна звијезда у сазвјежђу Мали медвјед која се налази на листи објеката дубоког неба у Индекс каталогу.
Деклинација објекта је + 78° 37' 42" а ректасцензија 14h 10m 49,2s.